# The Lost World: Jurassic Park
The Lost World: Jurassic Park (prt: Jurassic Park II, ou Parque Jurássico - O Mundo Perdido, ou O Mundo Perdido; bra: O Mundo Perdido: Jurassic Park, ou O Mundo Perdido - Jurassic Park) é um filme estadunidense de aventura e ficção científica de 1997, dirigido por Steven Spielberg, sendo o segundo da franquia Jurassic Park. O filme foi produzido por Gerald R. Molen e Colin Wilson. O roteiro foi escrito por David Koepp, baseado no romance The Lost World, de Michael Crichton. O filme é estrelado por Jeff Goldblum, Julianne Moore, Vince Vaughn, Pete Postlethwaite, Richard Schiff, Arliss Howard, Thomas F. Duffy, Vanessa Lee Chester e Richard Attenborough.
Quatro anos após os acontecimentos de Jurassic Park, os dinossauros têm vivido secretamente em uma ilha deserta, sem interferência humana. No tempo passado entre os dois filmes, John Hammond perdeu o controle de sua companhia, InGen, para seu sobrinho, Peter Ludlow. Ludlow monta uma equipe para a ilha, para trazer os animais para o continente a fim de gerar receitas para a empresa. Hammond vê a chance de se redimir de seus erros passados, enviando uma expedição liderada pelo Dr. Ian Malcolm à ilha, antes que o grupo de Ludlow chegue lá. Os dois grupos se enfrentam frente à um grande perigo e devem juntar-se para sua própria sobrevivência.
Depois do lançamento do primeiro livro, e do enorme sucesso do primeiro filme, Crichton foi pressionado não somente pelos fãs, mas por Spielberg, para que escrevesse uma sequência. Depois da publicação do romance em 1995, a produção da adaptação iniciou-se. Apesar de receber críticas medianas, The Lost World: Jurassic Park foi um sucesso de bilheteria, arrecadando US$ 618 milhões mundialmente, sendo o segundo filme de maior bilheteria de 1997, perdendo apenas para Titanic.

## Elenco principal
| Personagem           | Ator                 |
| -------------------- | -------------------- |
| Dr. Ian Malcolm      | Jeff Goldblum        |
| Dra. Sarah Harding   | Julianne Moore       |
| Roland Tembo         | Pete Postlethwaite   |
| John Hammond         | Richard Attenborough |
| Nick Van Owen        | Vince Vaughn         |
| Kelly Malcolm        | Vanessa Lee Chester  |
| Dieter Stark         | Peter Stormare       |
| Eddie Carr           | Richard Schiff       |
| Alexis "Lex" Murphy  | Ariana Richards      |
| Timothy "Tim" Murphy | Joseph Mazzello      |
| Cathy Bowman         | Camilla Belle        |
| Bernard Shaw         | Ele Mesmo            |

## Prêmios e nomeações
| Prêmio                           | Categoria                          | Nomeado(s)                                                  | Resultado |
| -------------------------------- | ---------------------------------- | ----------------------------------------------------------- | --------- |
| Academy Awards                   | Melhores efeitos visuais           | Dennis Muren, Stan Winston, Randal Dutra e Michael Lantieri | Indicado  |
| Saturn Awards                    | Melhores efeitos visuais           | Dennis Muren, Stan Winston, Randal Dutra e Michael Lantieri | Indicado  |
| Saturn Awards                    | Melhor ator coadjuvante            | Pete Postlethwaite                                          | Indicado  |
| Saturn Awards                    | Melhor jovem atriz                 | Vanessa Lee Chester                                         | Indicado  |
| Saturn Awards                    | Melhor filme de ficção             |                                                             | Indicado  |
| Saturn Awards                    | Melhor coleção de DVDs             |                                                             | Indicado  |
| Saturn Awards                    | Melhor diretor                     | Steven Spielberg                                            | Indicado  |
| Rembrandt Awards                 | Melhor diretor                     | Steven Spielberg                                            | Venceu    |
| MTV Movie Awards                 | Melhor sequência de ação           |                                                             | Indicado  |
| Satellite Awards                 | Melhor filme                       |                                                             | Indicado  |
| Image Awards                     | Melhor jovem ator/atriz            | Vanessa Lee Chester                                         | Indicado  |
| Grammy Awards                    | Melhor trilha sonora               | John Williams                                               | Indicado  |
| Blockbuster Entertainment Awards | Ator favorito - Ficção científica  | Jeff Goldblum                                               | Indicado  |
| Blockbuster Entertainment Awards | Atriz favorita - Ficção científica | Julianne Moore                                              | Indicado  |
| Sierra Awards                    | Melhor DVD                         |                                                             |           |